# Калифорния (Парана)
Калифорния (порт. Califórnia) — муниципалитет в Бразилии, входит в штат Парана. Составная часть мезорегиона Северо-центральная часть штата Парана. Входит в экономико-статистический  микрорегион Апукарана. Население составляет 7936 человек на 2006 год. Занимает площадь 141,816 км². Плотность населения — 56,0 чел./км².
Праздник города — 26 ноября.

## История
Город основан 26 ноября 1954 года. 

## Статистика
- Валовой внутренний продукт на 2003 год составляет 42 801 895,00 реалов (данные: Бразильский институт географии и статистики).
- Валовой внутренний продукт на душу населения на 2003 год составляет 5474,79 реалов (данные: Бразильский институт географии и статистики).
- Индекс развития человеческого потенциала на 2000 год составляет 0,745 (данные: Программа развития ООН).

## География
Климат местности: тропический.